# آمتپ
آمتپ (به لاتین: Aamtep) در نپال با جمعیت ۳٬۱۳۶ نفر است که در kosi zone واقع شده‌است.